# Claudio Arrau
Claudio Arrau León (ur. 6 lutego 1903 w Chillán, zm. 9 czerwca 1991 w Mürzzuschlag) – chilijski pianista i pedagog.

## Życiorys
Był cudownym dzieckiem. W 1913 podjął formalne studia muzyczne w Konserwatorium Sterna w Berlinie (Stern'sches Konservatorium) pod kierunkiem Martina Krausego, ucznia Ferenca Liszta. Po odebraniu dyplomu w 1918 odbył pierwsze tournée po Europie. Powrócił do Ameryki w 1921, dając szereg koncertów w Argentynie i Chile. Debiutował w Londynie w 1922 roku, a w 1923 w Nowym Jorku. Dwa lata później otrzymał propozycję podjęcia pracy w berlińskim konserwatorium jako nauczyciel gry na fortepianie, na którą odpowiedział pozytywnie. Przypieczętowaniem świeżo zdobytej sławy była pierwsza nagroda na Międzynarodowym Konkursie Pianistycznym w Genewie w 1927 roku, w którym w jury zasiadali między innymi Artur Rubinstein i Alfred Cortot. W 1940 opuścił Niemcy i reemigrował do Santiago. Założył tam prywatną szkołę dla pianistów, której był dyrektorem. Jednak rok później zrzekł się tej funkcji i wyjechał do Nowego Jorku, gdzie osiedlił się na stałe.

### Rodzina
W 1937 poślubił niemiecką mezzosopranistkę, Ruth Schneider, z którą miał troje dzieci: córkę – Carmen (1938–2006) oraz synów – Maria (1940–1988) i Christophera (ur. 1959).

## Muzyka
W swoim repertuarze miał utwory fortepianowe z różnych epok, ale ceniony jest głównie jako interpretator muzyki romantycznej, zwłaszcza utworów Fryderyka Chopina, Ferenca Liszta, Johannesa Brahmsa i Roberta Schumanna. Niejednokrotnie wykonywał też wszystkie 32 sonaty Ludwiga van Beethovena na swoich cyklicznych recitalach m.in. w Meksyku, Paryżu, Londynie i Nowym Jorku. Jego grę cechowała techniczna doskonałość, subtelne zróżnicowanie brzmienia, płynność prowadzenia frazy i wyrafinowane wykończenie każdego szczegółu. Dokonał wielu nagrań w firmach fonograficznych jak: EMI, RCA, Decca, Philips Classics i inne.